# Pressoflessione deviata
La pressoflessione deviata è una sollecitazione che nasce da un sistema di forze composto da una forza N di compressione agente al di fuori del baricentro in modo tale da creare due flessioni rette con asse momento coincidente con i due assi centrali d'inerzia della sezione; la composizione di tali coppie fornisce una flessione deviata. 
Per calcolare l'andamento delle tensioni normali (in caso di piccola eccentricità) si usa la cosiddetta formula trinomia di Navier.
dove:
{\displaystyle N} è lo sforzo normale;
{\displaystyle A} è l'area della sezione trasversale della trave;
{\displaystyle I_{x}} e {\displaystyle I_{y}} sono i momenti di inerzia rispetto agli assi principali di inerzia {\displaystyle x} e {\displaystyle y};
{\displaystyle M_{x}} è il momento flettente relativo all'asse {\displaystyle x};
{\displaystyle M_{y}} è il momento flettente relativo all'asse {\displaystyle y}.
Chiamando {\displaystyle e_{x}} ed {\displaystyle e_{y}} le eccentricità (distanza del punto di applicazione del carico dagli assi x e y) si avrà
.
Per esplicitare l'andamento delle tensioni nel grafico bisognerà conoscere:
- l'asse di sollecitazione, che in una sezione passa per il punto d'applicazione della forza e per il baricentro di tale sezione;
- l'asse neutro, che si può trovare in due modi:
  1. conoscendo l'ellissoide centrale d'inerzia della sezione e sfruttando le sue proprietà (visto che l'asse di sollecitazione e quello neutro sono coniugati d'inerzia);
  2. uguagliando a zero la formula trinomia dalla quale si ricava l'equazione caratteristica dell'asse neutro.

Una particolare soluzione semplificata della formula trinomia è data dalla formula di Navier, che analizza il caso di semplice sollecitazione a momento flettente.